# Phong Thiên Tiểu Súc
Quẻ Phong Thiên Tiểu Súc

Đồ hình quẻ Phong Thiên Tiểu Súc

đồ hình |||:|| còn gọi là quẻ Tiểu Súc (小畜 xiảo chũ), là quẻ thứ 09 trong Kinh Dịch.
- Nội quái là ☰ (||| 乾 qiàn) Càn hay Trời (天).
- Ngoại quái là ☴ (:|| 巽 xũn) Tốn hay Gió (風).

Văn Vương viết thoán từ:

Tiểu Súc: Hanh. Mật vân bất vũ, tự ngã tây giao (小畜: 亨. 密雲不雨. 自我西郊).
Chu Công viết hào từ:

Sơ cửu: Phục tự đạo, hà kỳ cữu? Cát.

Cửu nhị: khiên phục, cát.

Cửu tam: Dư thoát bức, phu thê phản mục.

Lục tứ: hữu phu, huyết khứ, dịch xuất, vô cữu.

Cửu ngũ: Hữu phu, luyên như, phú dĩ kỳ lân.

Thượng cửu: Ký vũ, ký xử, thượng đức tái. Phụ trinh lệ. Nguyệt cơ vọng, quân tử chinh hung.
Giải nghĩa: Tắc dã. Dị đồng. Lúc bế tắc, không đồng ý nhau, cô quả, súc oán, chứa mọi oán giận, có ý trái lại, không hòa hợp, nhỏ nhen. Cầm sắt bất điệu chi tượng: tiếng đàn không hòa điệu.